# Hemiplasta styligera
Hemiplasta styligera är en insektsart som först beskrevs av Bates 1865.  Hemiplasta styligera ingår i släktet Hemiplasta och familjen Diapheromeridae. Inga underarter finns listade i Catalogue of Life.